# 2012 (filme)
2012 (bra/prt: 2012) é um filme de catástrofe de 2009 dirigido por Roland Emmerich e estrelado por John Cusack, Chiwetel Ejiofor, Amanda Peet, Oliver Platt, Danny Glover, Thandie Newton e Woody Harrelson. Foi distribuído pela Sony Pictures Releasing.
O filme faz referências ao maianismo, ao Calendário de Contagem Longa e ao fenômeno 2012 em um retrato de eventos cataclísmicos que se desenrola no ano de 2012. Na trama, devido a bombardeamentos de erupções solares, o núcleo da Terra começa a aquecer a um ritmo sem precedentes, provocando o deslocamento da crosta terrestre. Isso resulta em vários tipos de cenários apocalípticos, que vão desde a Califórnia caindo no Oceano Pacífico, a erupção do supervulcão de Yellowstone, grandes terremotos e vários megatsunamis ao longo de cada costa na Terra, mergulhando o mundo em caos. A película centra-se em torno de um elenco de personagens e em como eles escaparem das catástrofes múltiplas em um esforço para atingir alguns navios construídos no Himalaia, junto com cientistas e governos do mundo todo que estão tentando salvar tantas vidas quanto podem antes das catástrofes decorrentes. As filmagens do filme tiveram início em agosto de 2008 em Vancouver, no Canadá.
O filme foi recebido com resenhas mistas, com os críticos apontando a impossibilidade da ocorrência dos cenários apocalípticos retratados no filme. O filme lançou uma campanha de marketing viral muito criticada pela criação da organização fictícia "Institute for Human Continuity", de um livro fictício escrito pela personagem Jackson Curtis intitulado "Adeus Atlântida" e por streaming media, atualizações do blog e transmissões de rádio do personagem fanático apocalíptico Charlie Frost, no seu site "This Is The End". A NASA considerou o filme um dos mais absurdos de todos.

## Enredo
Em 2009, o geólogo estadunidense Adrian Helmsley encontra seu amigo, o Dr. Satnam Tsurutani, na Índia. Satnam descobriu que os neutrinos de uma enorme tempestade solar estão agindo como a radiação de microondas, fazendo com que a temperatura do núcleo da Terra aumente rapidamente. Adrian informa o Chefe de Gabinete da Casa Branca, Carl Anheuser, e o Presidente dos Estados Unidos, Thomas Wilson, que isso vai desencadear uma cadeia catastrófica de desastres naturais. Na cúpula do G8, em 2010, outros chefes de Estado e chefes de governo ficam cientes da situação. Eles começam um enorme projeto secreto que visa garantir a sobrevivência da humanidade. Cerca de 400.000 pessoas são escolhidas para embarcar em uma série de navios (chamados "Arcas", em referência à Arca de Noé), que estão sendo construídos nos Himalaia. A maioria dos bilhetes a bordo destes navios são reservados para importantes funcionários do governo e para pessoas selecionadas, enquanto o financiamento adicional para o projeto é gerado com a venda de ingressos para o setor privado, ao preço de 1 bilhão de euros por pessoa.
Em 2012, Jackson Curtis é um escritor em Los Angeles que trabalha a tempo parcial como um motorista de limusine para o rico empresário russo Yuri Karpov. Sua ex-mulher, Kate Jackson e seus filhos Noah e Lily vivem com o padrasto, o cirurgião plástico e piloto amador Gordon Silberman. Jackson leva Noah e Lily em um acampamento ao Parque Nacional de Yellowstone, onde se encontram com Charlie Frost, um teórico conspiracionista que vive como um eremita e apresenta um programa de rádio a partir do parque. Charlie então se refere a uma teoria que sugere que os maias previram que o mundo chegaria ao fim em 2012, e alega possuir conhecimento sobre a possível catástrofe, além de possuir um mapa de um suposto projeto secreto de uma "nave espacial". Como prova de suas alegações, ele observa as mortes suspeitas de muitos cientistas que tentaram alertar o público com informações sobre a catástrofe. A família regressa a casa enquanto enormes rachaduras se desenvolvem ao longo da falha de San Andreas, na Califórnia, e terremotos ocorrem em muitos lugares ao longo da Costa Oeste dos Estados Unidos. As suspeitas de Jackson então crescem e ele aluga um avião para resgatar a sua família. Ele recolhe a sua família e Gordon quando o deslocamento da crosta terrestre começa e causa um terremoto de magnitude 10.9. Eles escapam de Los Angeles, que desliza para o Oceano Pacífico.
Enquanto milhões morrem em terremotos e megatsunamis catastróficos no mundo, onde cidades como Washington D.C. e Rio de Janeiro são destruídas, o grupo voa para Yellowstone para recuperar mapa de Charlie. O grupo escapa logo depois da erupção do supervulcão de Yellowstone. Charlie, que ficou para trás para transmitir a erupção, é morto na explosão. Com a informação de que as Arcas estão na China, o grupo aterrissa em Las Vegas, onde se encontram com Yuri, seus filhos gêmeos Alec e Oleg, a namorada Tamara e o piloto Sasha. Eles então se juntam a família de Yuri para garantir a entrada em um Antonov An-225, enquanto a nuvem de cinzas do vulcão Yellowstone envolve Las Vegas. O grupo voa para a China, passando por Honolulu, no Havaí, que é incinerada por lava derretida. Também com destino às Arcas a bordo do Air Force One estão Anheuser, Adrian e a filha do presidente, Laura Wilson. O Presidente Wilson opta por permanecer em Washington, D.C. para enfrentar o mundo sobre a ocorrência de desastres. Após sobreviver a queda do Monumento de Washington, o presidente é morto por um megatsunami que joga o super-porta-aviões USS John F. Kennedy contra a Casa Branca. Com o Vice-Presidente morto e o Presidente da Câmara em falta, Anheuser toma posse como presidente interino. Eles também ficam sabendo que o primeiro-ministro italiano ficou para trás na Itália e logo foi morto quando o Vaticano foi destruído.
Ao chegar na China em um pouso forçado que mata Sasha e destrói o avião, o grupo está cercado por helicópteros do Exército de Libertação Popular Chinês. Yuri e seus filhos, que têm bilhetes, são levados para os navios para serem salvos, deixando a família de Curtis, Gordon e Tamara, que não possuem bilhetes. O grupo é pego por Nima, um monge Budista no caminho para as Arcas. Eles entram em uma das Arcas pela câmara hidráulica com a ajuda do irmão de Nima, Tenzin, um soldador do projeto de construção das Arcas. Enquanto isso, Satnam, em seus momentos finais, liga para Adrian para informá-lo que um megatsunami está engolindo a Índia e está indo em direcção às Arcas antes do previsto. Sob ordens de Anheuser as Arcas são fechadas, prendendo milhares de pessoas na parte de fora. Adrian convence os líderes do G8 para permitir que as pessoas restantes entrem. Depois da entrada das pessoas, o portão de embarque das Arcas é fechado e, em seguida, Yuri cai da plataforma e morre, salvando seus dois filhos, e Gordon cai entre as engrenagens dos portões e é esmagado. Uma broca grande então cai e fica alojada entre as engrenagens, impedindo o portão de fechar completamente, tornando o navio incapaz de ligar seus motores. A megatsunami começa a inundar a Arca, afogando Tamara e colocando o navio à deriva. Jackson e Noah conseguem tirar a broca do mecanismo de fechamento. A equipe retoma o controle da Arca, evitando uma colisão fatal com o Monte Everest.
Quando a água da enchente dos megatsunamis recua, dados de satélite mostram que a elevação da África aumentou em relação ao nível do mar e as montanhas Drakensberg em KwaZulu-Natal, na África do Sul, tornaram-se as mais elevadas do planeta. As três arcas zarpam para o Cabo da Boa Esperança, Jackson se reconcilia com a sua família e Adrian inicia um relacionamento com Laura. O filme termina com uma visão da Terra a partir do espaço, mostrando um continente Africano drasticamente modificado.

## Elenco
- John Cusack — Jackson Curtis
- Danny Glover — Wilson, presidente dos Estados Unidos
- Amanda Peet — Kate, ex-esposa de Jackson
- Chiwetel Ejiofor — Adrian Helmsley
- Thandie Newton — Laura Wilson
- Woody Harrelson — Charlie Frost
- Ng Chin Han — Tenzin, trabalhador do Tibete
- Thomas McCarthy — Gordon
- Morgan Lily — Lilly Curtis, filha de Jackson e Kate
- Liam James — Noah Curtis, filho de Jackson e Kate
- John Billingsley — Professor West, cientista
- Jimi Mistry — Satnam Tsurutani, cientista
- Beatrice Rosen — Tamara
- Patrick Bauchau — Roland Picard
- George Segal — Tony Delgado
- Blu Mankuma — Harry Helmsley, pai de Adrian
- Ty Olsson — Air Force One

## Produção
O livro Fingerprints of the Gods, de Graham Hancock, foi listado nos créditos de 2012 como a inspiração do film com o diretor Emmerich declarando em uma entrevista à Time Out: "Eu sempre quis fazer um filme bíblico sobre o dilúvio, mas nunca senti a hora certa para a oportunidade. Li pela primeira vez sobre a teoria do deslocamento da crosta terrestre em Fingerprints of the Gods, de Graham Hancock". Ele e o compositor e produtor Harald Kloser trabalharam juntos, co-escrevendo um roteiro específico (também intitulado "2012") que foi comercializado para os estúdios de cinema em fevereiro de 2008. Vários estúdios ouviram projeções orçamentárias e planos de história de Emmerich e seus representantes, um processo que o diretor havia realizado anteriormente para Independence Day (1996) e O Dia Depois de Amanhã (2004).
Mais tarde naquele mês, a Sony Pictures Entertainment obteve os direitos do roteiro. Planejado para ser distribuído pela Sony/Columbia, 2012 custou menos que seu orçamento previsto; segundo Emmerich, o filme foi produzido por cerca de 200 milhões de dólares.
As filmagens, originalmente programadas para começar em Los Angeles em julho de 2008, começaram nas cidades canadenses de Kamloops, Savona, Cache Creek e Ashcroft, localizadas na Colúmbia Britânica, no início de agosto de 2008 e terminaram em meados de outubro daquele ano. Com a aproximação de uma greve do Screen Actors Guild, os produtores do filme tinham um plano de contingência no caso de uma greve dos atores. As empresas Uncharted Territory, Digital Domain, Double Negative, Scanline e Sony Pictures Imageworks foram contratadas para criar os efeitos visuais do filme. 2012 retrata a destruição de diversos marcos culturais e históricos ao redor do mundo. Emmerich disse que o Caaba foi considerado para aparecer em cenas apocalípticas, mas Kloser estava preocupado com uma possível retaliação dos muçulmanos contra o filme e seus criadores.

## Lançamento e recepção

### Marketing
Em 12 de novembro de 2008, o estúdio liberou o primeiro trailer de 2012, que mostrava uma megatsunami surgindo ao longo dos Himalaias, entrelaçado com uma mensagem supostamente científica sugerindo que o mundo acabaria em 2012 e que os governos da Terra não estavam preparando a população para o evento. O trailer termina com uma mensagem para os telespectadores descobrirem a "verdade", procurando "2012" no Google. O The Guardian criticou a eficácia do marketing como "profundamente falha" e associou-o com "sites que fazem reivindicações ainda mais espúrias sobre 2012".
O estúdio também lançou um site de marketing viral operado pelo fictício Institute for Human Continuity, onde os espectadores poderiam solicitar um número de sorteio para ser parte de uma pequena população que seria resgatada da destruição global. O site fictício cita uma colisão com Nibiru, um alinhamento galáctico e um aumento da atividade solar entre os possíveis cenários apocalípticos. David Morrison da NASA recebeu mais de 1000 perguntas de pessoas que achavam que o site era genuíno e condenou-o, dizendo: "Eu mesmo tive casos de adolescentes escrevendo para mim dizendo que eles estavam pensando em suicídio, porque não queriam ver o fim do mundo. Eu acho que mentir na Internet e assustar crianças com o fim de ganhar dinheiro é eticamente errado".

### Desempenho comercial
O filme arrecadou 225 milhões de dólares no mundo em seu primeiro fim de semana.  Só nos Estados Unidos e Canadá o filme gerou 65 milhões de dólares, no teto da previsão da indústria, que via entre 55 e 65 milhões de dólares. Os 160 milhões de dólares restantes vieram de 105 países diferentes.

A Columbia, unidade da Sony, disse que 2012 marcou a melhor abertura da história para um filme original sem franquia e que não é baseado em uma marca ou em livros. Este recorde foi brevemente quebrado no mês seguinte por Avatar.
Na América do Norte, 2012 faturou 164 767 722 dólares e ficou apenas em 15° entre as bilheterias de 2009. Internacionalmente, o filme foi muito mais bem-sucedido, com uma arrecadação global de 791 217 826 dólares, a quinta maior do ano (depois de Avatar, Harry Potter and the Half-Blood Prince, Ice Age: Dawn of the Dinosaurs e Transformers: Revenge of the Fallen) e a trigésima-primeira maior bilheteria da história. É o segundo filme mais lucrativo de Roland Emmerich, atrás apenas de Independence Day.
No Brasil, 2012 estreou no topo das bilheterias com 9,3 milhões de reais e 950 mil espectadores. Terminou 2009 como quarta maior bilheteria do ano e quinto maior público. Em 2010, caiu para quinto em faturamento com a ascensão de Avatar. Até Janeiro de 2010, o filme tinha arrecadado 44,4 milhões de reais e atraído um público de 5 261 206 nos cinemas brasileiros.
Em Portugal, estreou no topo com 860 411 euros e 184 816 espectadores, e terminou o ano como a terceira maior bilheteria do país (depois de Ice Age 3 e Up), com 2 453 638 euros e 527 580 de público.

### Resposta da crítica
2012 teve recepção mista para negativa por parte da crítica especializada. Possui um índice de aprovação de 39% em base de 238 críticas no Rotten Tomatoes sob o seguinte consenso crítico: "2012, de Roland Emmerich, oferece muitas emoções visuais, mas carece de um roteiro forte o suficiente para compensar sua enorme duração". Por comparação, no Metacritic, o filme tem a pontuação 49/100 com base em 34 críticas.
O crítico de cinema Peter Travers da revista Rolling Stone comparou o filme com Transformers: Revenge of the Fallen: "Cuidado com 2012, que funciona como o milagre duvidoso de Transformers 2 (...), cínico, de entorpecimento mental, perda de tempo, drenagem de dinheiro, suga a alma com a estupidez." Roger Ebert deu 3.5 de 4 estrelas, chamando de "a mãe de todos os filmes de catástrofes (...) É uma obra-prima? Não. É um dos melhores do ano? Não. (...) Mas é tão bom quanto um filme neste gênero pode ser? Sim".